# Alfred Zijai
Alfred Zijai (7 de febrero de 1961 - 11 de febrero de 2013) fue un jugador de fútbol profesional albanés, miembro del comité ejecutivo de la federación albanesa de fútbol, y presidente de la federación albanesa de fútbol sala. 

## Biografía
Zijai debutó en 1979 a los 18 años de edad en el primer equipo del KS Flamurtari Vlorë. Durante toda su carrera profesional sólo jugó en el equipo de su ciudad natal. Durante los años 80, Zijai y su equipo llegaron a octavos de final de la Copa de la UEFA en la temporada 1987/1988, momento en el que el equipo fue eliminado de la copa por el Fútbol Club Barcelona.
Zijai jugó con el Flamurtari durante 12 temporadas, conquistando la copa de Albania en la temporada 1985 y en la temporada 1988, así como el título de liga en 1991. También jugó para la selección de fútbol de Albania durante tres partidos.
Tras su retirada del fútbol profesional, Zijai fundó la organización de fútbol sala en Albania, asumiendo la presidencia desde el principio.

## Muerte
Zijai falleció el 11 de febrero de 2013 a la edad de 52 años.

## Palmarés
- Copa de Albania: 1985, 1988.
- Kategoria Superiore: 1991

## Clubes
| Club                | País    | Año         |
| ------------------- | ------- | ----------- |
| KS Flamurtari Vlorë | Albania | 1979 - 1991 |